# Repère affine
Pour les articles homonymes, voir Repère.
Pour des articles plus généraux, voir Géométrie affine et Affinité (mathématiques).
En géométrie affine, un repère affine d'un espace affine permet d'associer de façon bi-univoque, à tout point de l'espace, un ensemble de coordonnées à valeurs dans le corps sur lequel se trouve défini l'espace vectoriel associé. Une application affine est définie et entièrement déterminée par l'image d'un repère affine.

## Terminologie
La terminologie n'est pas exactement fixée : sous le nom de repère affine, on trouve deux notions distinctes mais fortement liées. Pour la première un repère affine, dit aussi dans ce cas repère cartésien, est constitué d'un point de l'espace affine considéré et d'une base de l'espace vectoriel associé.
Pour la seconde, un repère affine, dit aussi dans ce cas base affine, est la donnée ordonnée de points de l'espace affine, tels que l'ensemble des points n'est pas contenu dans un autre espace affine que l'espace entier (soit la famille génératrice) et qu'aucun point n'appartient au sous-espace affine engendré par les points restant (on parle de famille affinement libre, ou de points affinement indépendants). Un repère cartésien permet très facilement de définir une base affine et réciproquement.
Dans le cas d'un espace affine de dimension finie n, un repère affine au sens de repère cartésien est constitué d'un point et de n vecteurs (dans un certain ordre), un repère affine au sens base affine est constitué de n  + 1 points, là aussi dans un ordre déterminé.
Les coordonnées cartésiennes s'expriment naturellement dans un repère affine au sens repère cartésien, et les coordonnées barycentriques s'expriment naturellement dans un repère affine au sens base affine, dit d'ailleurs parfois repère barycentrique.

## Repère affine ou cartésien

### Définition
Dans un espace affine {\displaystyle {\mathcal {E}}=(E,V)} où l'espace vectoriel {\displaystyle V} porte sa structure sur le corps K, un repère affine, ou repère cartésien, est un couple
{\displaystyle {\mathcal {R}}=(O;e)},
où {\displaystyle O} est un point de {\displaystyle E} (appelé origine du repère), et {\displaystyle e} est une base quelconque de {\displaystyle V}.
Tout point {\displaystyle M} de {\displaystyle E}, est repéré par ses coordonnées cartésiennes dans le repère {\displaystyle {\mathcal {R}}} : ce sont les coordonnées du vecteur {\displaystyle {\overrightarrow {OM}}} dans la base {\displaystyle e} de {\displaystyle V}.
Quand  {\displaystyle E} est de dimension finie n la base s'écrit {\displaystyle e=(e_{1},e_{2},\dots ,e_{n})} et on a :
{\displaystyle M_{\mathcal {R}}={\overrightarrow {OM}}_{e}},
où {\displaystyle M_{\mathcal {R}}\in K^{n\times 1}} dénote les coordonnées de {\displaystyle M} dans le repère {\displaystyle {\mathcal {R}}}, et {\displaystyle {\overrightarrow {OM}}_{e}} dénote les coordonnées du vecteur {\displaystyle {\overrightarrow {OM}}\in V} dans la base {\displaystyle e}.

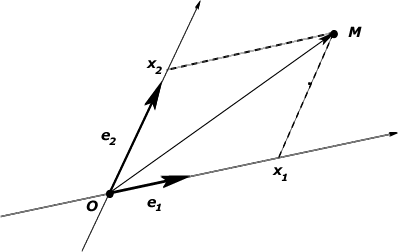
Figure 1. Repère affine ou cartésien dans le plan.

Cette définition est légitime du fait que le choix d'un point privilégié dans {\displaystyle E} permet d'établir une correspondance bijective entre l'espace des points {\displaystyle E} et l'espace vectoriel {\displaystyle V} (voir espace affine). L'origine étant choisie, les coordonnées des points de E sont les coordonnées des vecteurs associés par la correspondance bijective.
Pour tout couple de points A et B de E, l'égalité suivante découle immédiatement de la définition :
- {\displaystyle {\overrightarrow {AB}}_{e}=B_{\mathcal {R}}-A_{\mathcal {R}}.}

### Équations de changement de repère dans les espaces affines
Dans un même espace affine {\displaystyle {\mathcal {E}}=(E,V)} de dimension {\displaystyle n}, si {\displaystyle {\mathcal {R}}=(O;e)} et {\displaystyle {\mathcal {R}}'=(O';e')} sont deux repères différents, alors les coordonnées {\displaystyle M_{{\mathcal {R}}'}={\begin{pmatrix}x'_{1}\\x'_{2}\\\vdots \\x'_{n}\end{pmatrix}}} s'obtiennent à partir des coordonnées du même point {\displaystyle M} mais dans le repère {\displaystyle {\mathcal {R}}}, {\displaystyle M_{\mathcal {R}}={\begin{pmatrix}x_{1}\\x_{2}\\\vdots \\x_{n}\end{pmatrix}}} à l'aide des équations suivantes :
{\displaystyle \left\{{\begin{matrix}x'_{1}=a_{11}x_{1}+a_{12}x_{2}+\dots +a_{1n}x_{n}+b_{1}\\x'_{2}=a_{21}x_{1}+a_{22}x_{2}+\dots +a_{2n}x_{n}+b_{2}\\\vdots \\x'_{n}=a_{n1}x_{1}+a_{n2}x_{2}+\dots +a_{nn}x_{n}+b_{n}\\\end{matrix}}\right.}
qui, matriciellement, s'écrivent {\displaystyle M_{{\mathcal {R}}'}=A\cdot M_{\mathcal {R}}+B}, où {\displaystyle A=(a_{ij})_{1\leq i,j\leq n}} est la matrice de passage dans {\displaystyle V} pour passer de la base {\displaystyle e'} à la base {\displaystyle e}, et {\displaystyle B={\begin{pmatrix}b_{1}\\b_{2}\\\vdots \\b_{n}\end{pmatrix}}=O_{{\mathcal {R}}'}.}
La relation entre {\displaystyle O_{{\mathcal {R}}'}} et {\displaystyle O'_{\mathcal {R}}} est la suivante :
{\displaystyle O_{{\mathcal {R}}'}=-A\cdot O'_{\mathcal {R}}.}
Les équations de changement de repère dans l'autre sens (de {\displaystyle {\mathcal {R}}'} vers {\displaystyle {\mathcal {R}}}) s'écrivent alors :
{\displaystyle M_{\mathcal {R}}=A^{-1}\cdot M_{{\mathcal {R}}'}-A^{-1}B=A^{-1}\cdot M_{{\mathcal {R}}'}+O'_{\mathcal {R}}.}

### Repères affines et espace affine canonique
Tout repère affine {\displaystyle {\mathcal {R}}} dans un espace affine {\displaystyle {\mathcal {E}}} permet d'établir un isomorphisme (affine) entre {\displaystyle {\mathcal {E}}} et l'espace affine canonique {\displaystyle A^{n}(K).} En effet, l'application {\displaystyle T:{\mathcal {E}}\to A^{n}(K)} définie par
{\displaystyle T(M)=M_{\mathcal {R}},} pour tout point {\displaystyle M},
c'est-à-dire l'application qui associe à tout point de {\displaystyle {\mathcal {E}}} ses coordonnées vues comme un élément de {\displaystyle K^{n}}, est une application affine bijective entre {\displaystyle {\mathcal {E}}} et {\displaystyle A^{n}(K),} telle que sa réciproque est aussi affine ({\displaystyle T} est un isomorphisme affine). 
Tout espace affine sur un corps {\displaystyle K} et de dimension {\displaystyle n} est alors isomorphe (se comporte de façon identique du point de vue d'un espace affine) à l'espace affine canonique {\displaystyle A^{n}(K).} Les espaces affines à étudier sont donc simplement les espaces affines canoniques (dénotés aussi {\displaystyle A_{n}}) qui servent de modèles.

## Repère ou base affine
Une base affine de l'espace E, que de nombreux auteurs appellent également repère affine, est une famille de points de cet espace, affinement libre et génératrice de l'espace tout entier.

### Famille affinement libre
Dans un espace affine E, une famille (Ai)i ∈ I de points de E est dite affinement libre si aucun des points Aj de la famille n'appartient au sous-espace engendré par les points restant (Ai)i ∈ I, i ≠ j. Il y a en fait plusieurs façons de dire qu'une famille est affinement libre, en se ramenant à l'espace vectoriel sous-jacent, ou encore en utilisant les barycentres. Ainsi une famille est affinement libre si et seulement si elle vérifie l'une des propriétés suivantes (toutes équivalentes) :
- pour un j donné dans I, la famille de vecteurs :

{\displaystyle \left({\overrightarrow {\mathrm {A} _{j}\mathrm {A} _{i}}}\right)_{i\in I,i\neq j}}
est une famille libre ;
- pour tout j dans I, la famille de vecteurs :

{\displaystyle \left({\overrightarrow {\mathrm {A} _{j}\mathrm {A} _{i}}}\right)_{i\in I,i\neq j}}
est une famille libre ;
- aucun des points de la famille des (Ai)i ∈ I n'est barycentre des points restants ;
- un point donné de l'espace engendré par les (Ai)i ∈ I a, comme barycentre des (Ai), une écriture normalisée (somme des coefficients égale à 1) unique ;
- tout point de l'espace engendré par les (Ai)i ∈ I  a, comme barycentre des (Ai), une écriture normalisée (somme des coefficients égale à 1) unique.

### Espace engendré
L'espace engendré par une famille (Ai)i ∈ I  (ou un ensemble) de points de l'espace affine E est le plus petit sous-espace affine contenant tous ces points, c'est-à-dire l'intersection de tous les sous-espaces affine contenant chacun tous les (Ai). C'est encore l'ensemble des barycentres des (Ai). Quand l'espace engendré est l'espace affine tout entier on dit aussi que la famille est génératrice. Une famille est donc génératrice si et seulement si pour un j donné dans I la famille de vecteurs :
{\displaystyle \left({\overrightarrow {\mathrm {A} _{j}\mathrm {A} _{i}}}\right)_{i\in I,i\neq j}}
est génératrice.

### Base ou repère
Finalement une base affine de E est une famille (Ai)i ∈ I libre et génératrice, et on voit que ceci équivaut à ce que :
{\displaystyle \left({\overrightarrow {\mathrm {A} _{0}\mathrm {A} _{i}}}\right)_{i\in I,i\neq 0}}
est une base de l'espace vectoriel associé, c'est-à-dire que :
{\displaystyle \left(\mathrm {A} _{0};\left({\overrightarrow {\mathrm {A} _{0}\mathrm {A} _{i}}}\right)_{i\in I,i\neq 0}\right)}
est un repère cartésien de l'espace affine E, un repère affine au sens précédent, les deux notions étant donc intimement liées.
Tout point d'un espace affine est barycentre des points d'un repère barycentrique, la liste des coefficients barycentriques est unique à un facteur multiplicatif près (unique si on pose que la somme des coefficients doit être 1) ce sont les coordonnées barycentriques.

### Dimension finie
En dimension finie {\displaystyle n}, toutes les bases affines ont même cardinal {\displaystyle n+1}, toutes les familles affinement libres ont un cardinal au plus égal à {\displaystyle n+1}, toutes les familles génératrices ont un cardinal au moins égal à {\displaystyle n+1}. Ces propriétés se déduisent de celles analogues pour les bases, famille libre et famille génératrice vectorielles par les équivalences des paragraphes précédents.
En particulier une base affine est une famille libre de {\displaystyle n+1} points, soit (A0, ... , An) vérifiant l'une des conditions du paragraphe « Famille affinement libre » ci-dessus. Ainsi :
- une base affine d'une droite affine est constituée de 2 points distincts de celle-ci ;
- une base affine d'un plan affine est constituée de 3 points non alignés ;
- une base affine d'un espace affine de dimension 3 est constitué de 4 points non coplanaires.